# Que revienten los artistas

## Contexto
Que revienten los artistas es el decimotercer álbum del grupo uruguayo de Art Rock, La Tabaré Banda, lanzado en 2014 a través del sello Bizarro Records, en formato CD.
En abril de 2014 la banda lanzó el corte de difusión Aquel Cuplé. En palabras de Tabaré Rivero, el sencillo:

...Repasa, con cierta gracia y algo de ironía los distintos avatares de toda una vida, desde el nacimiento a la cercana muerte. Para ,al fin, dejarnos planteadas las interrogantes de cómo seguir intentando con el paso del tiempo, no convertirnos en aquello que otrora combatimos y  —sobre todo—, negándonos a aceptar 'aquel cuplé' u otros versitos carnavalescos que pretendan simplificar todo lo transcurrido.

Las estrofas de esta canción hicieron suponer que Tabaré Rivero dejaba la música. Sin embargo, Tabaré lo negó y dijo que aquello llegará inevitablemente, pero que no está en sus planes inmediatos.
Para este disco La Tabaré estuvo integrada por: Tabaré Rivero en voz y quatro, Lucía Trentini en voz y kazoo, Andrés Burghi en batería, Martín García en bajo y contrabajo, Leo Lacava en guitarra y Enzo Spadoni en trombón. Tuvo la participación especial de Alejandra Wolff y Andrea Davidovics, exvocalistas de la banda. El disco tuvo la participación de varios actores de la Comedia Nacional que interpretaron pasajes teatrales. En palabras de Tabaré Rivero se trata de un disco «muy teatrero», y agregó que «me faltaba invitar a gente de teatro y esta vez me di el gusto».
El arte de carátula estuvo a cargo de Oscar Larroca y está basado en una ilustración de Robert Crumb para el primer número de la revista American Splendor.
El título del álbum estuvo inspirado por el desarrollo de una idea de Tadeusz Kantor.

“…Los verdaderos artistas revientan siempre. Muchos se han suicidado porque no soportaban el mundo exterior. En mi concepto del arte, los artistas deben morir porque la creación debe suponer la descomposición del individuo…”.
Tadeusz Kantor

El disco tiene una particularidad en su numerología. Si bien Tabaré Rivero no se declara cabalístico, aceptó la idea que propuso el diseñador de carátula. Se trata del disco número 13 de la banda, consta de 13 canciones y fue grabado en el año 2013.

## Lista de canciones
Todos  los temas pertenecen en letra y música a Tabaré J. Rivero, excepto los indicados.
| N.º | Título                                                   | Duración |  |
| 1.  | «Aquel cuplé»                                            | 3:17     |  |
| 2.  | «Girando la rueda» (Incluye "Todavía no me explico")     | 3:57     |  |
| 3.  | «En la cachila»                                          | 3:16     |  |
| 4.  | «Textículo: A reventar»                                  | 0:58     |  |
| 5.  | «De licencia»                                            | 4:01     |  |
| 6.  | «Folletines volantes»                                    | 3:13     |  |
| 7.  | «Una pintura de Chagall» (Matías Rivero)                 | 3:52     |  |
| 8.  | «Dame dinamita»                                          | 3:18     |  |
| 9.  | «Tuercas nada»                                           | 2:49     |  |
| 10. | «El último verano»                                       | 9:39     |  |
| 11. | «No me mientas» (Incluye "Los Estatutos del C.U.L.O." *) | 6:01     |  |
| 12. | «Textículo: Se T.V. fea»                                 | 0:27     |  |
| 13. | «Rasca que te rasca»                                     | 4:02     |  |

* Texto y música de la opereta "La Micción", del mismo autor. Estrenada el 17 de abril de 2009 en el Teatro Solís, por el elenco de la Comedia Nacional.

## Músicos
- Tabaré J. Rivero: voz y quatro
- Lucía Trentini: voz y kazoo
- Leo Lacava: guitarras
- Martín García Herrera: bajo y contrabajo
- Andrés Burghi: batería y cajón
- Enzo Spadoni: trombón

## Músicos y actores invitados
- Alejandra Wolff (Eternamente invitada): voz en "Dame dinamita"
- Alejandro Ferradás: piano, guitarra y coros
- Sergio Astengo: bandoneón en "El último verano"
- Adrián Bogarelli: violoncello en "De licencia"
- Actores de la Comedia Nacional: Andrea Davidovics, Isabel Legarra, Alejandra Wolff, Jimena Pérez, Jorge Bolani, Leandro Íbero Núñez y Luis Martínez: voces en "No me mientas / Estatutos del C.U.L.O."

## Ficha técnica
- Ingeniero de Sonido y Productor: Daniel Báez
- Las tomas de sonido se realizaron en Vivace Music y DB Estudio y la mezcla y masterización en DB Estudio
- Producción Artística: Alejandro Ferradás
- Arte de Carátula: Oscar Larroca (El diseño de carátula está basado en una ilustración de Robert Crumb, para el N.º 1 de la revista "American Splendor")
- Fotos: Alejandro Persichetti
- Producción, manageramiento y comunicación: Matías Pizzolanti y Soledad Portugal.